# Argiolestes ochraceus
Argiolestes ochraceus är en trollsländeart som först beskrevs av Montrousier 1864.  Argiolestes ochraceus ingår i släktet Argiolestes och familjen Megapodagrionidae. Inga underarter finns listade i Catalogue of Life.